# Diplusodon rosmarinifolius
Diplusodon rosmarinifolius är en fackelblomsväxtart som beskrevs av St.-hil.. Diplusodon rosmarinifolius ingår i släktet Diplusodon och familjen fackelblomsväxter. Inga underarter finns listade i Catalogue of Life.

## Bildgalleri

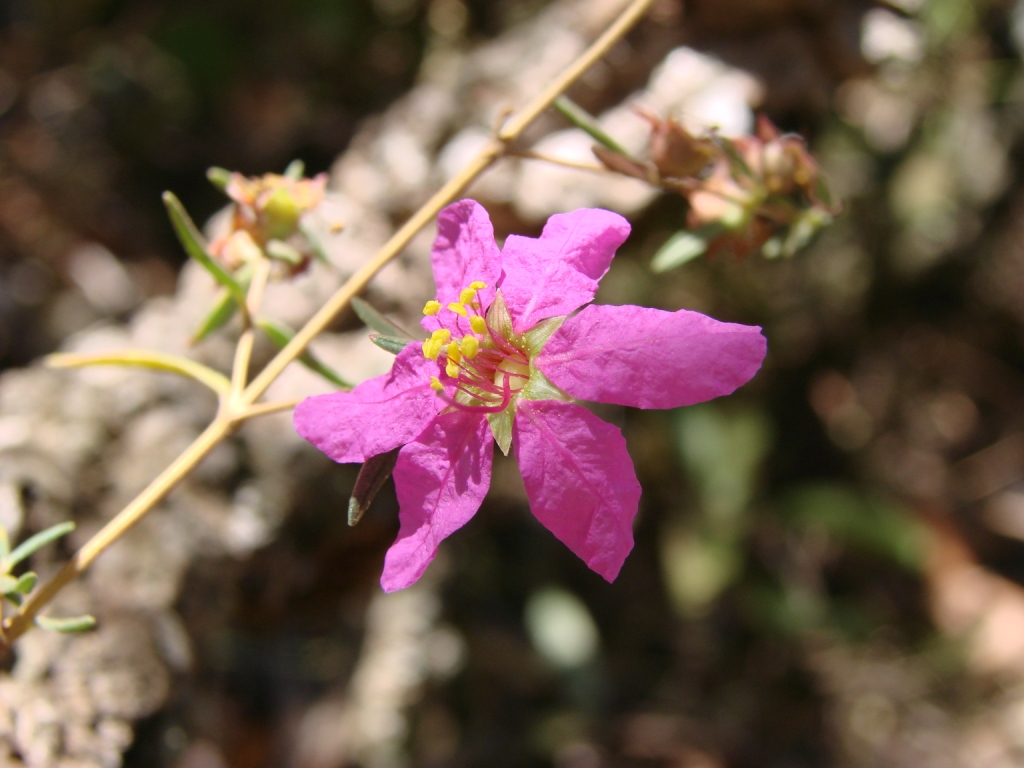